# Anna Kostowska
Anna Kostowska, z d. Dreszer (ur. 17 maja 1950 w Zdzieszowicach) – polska piłkarka ręczna, mistrzyni i reprezentantka Polski.

## Życiorys

### Kariera klubowa
W wieku 14 lat została zawodniczką KS Otmęt Krapkowice, gdzie jej trenerem był Leon Nosila. W 1967 zwyciężyła ze swoją drużyną w Ogólnopolskiej Spartakiadzie Młodzieży, w 1968 wywalczyła wicemistrzostwo Polski juniorek i awans do I ligi. W 1970 i 1971 zdobyła z Otmętem mistrzostwo Polski, w 1972 wicemistrzostwo Polski, była także najlepszym strzelcem ligi w sezonie 1968/1969 (92 bramki) i 1970/1971 (155 bramek).
W latach 1972–1981 reprezentowała barwy Ruchu Chorzów, zdobywając w barwach tego klubu pięć tytułów mistrza Polski (1973, 1974, 1975, 1977, 1978) oraz trzy tytuły wicemistrzowskie (1976, 1979, 1981), a także Puchar Polski w 1979. Sezon 1979/1980 opuściła w związku z przerwą macierzyńską. Następnie była zawodniczką austriackiej drużyny Union Admira Landhaus Wiedeń (1981-1984), zdobywając z nią trzykrotnie wicemistrzostwo kraju (1982, 1983, 1984). W latach 1984–1989 grała w niemieckim zespole 1. FC Norymberga.

### Kariera reprezentacyjna
W reprezentacji Polski juniorek debiutowała w wieku 16 lat jako bramkarka. W reprezentacji Polski seniorek debiutowała w 1968. Wystąpiła na mistrzostwach świata grupy "A" w 1973 (5. miejsce) i 1975 (7. miejsce), a także mistrzostwach świata grupy "B w 1977 (2. miejsce, dające awans do mistrzostw świata grupy "A"). Łącznie w I reprezentacji wystąpiła w latach 1968-1977 w 85 spotkaniach oficjalnych, zdobywając 160 bramek.
Piłkarką ręczną w klubach niemieckich była także jej córka, Ewa Kostowska (niem. Eva Kostowski), ur. 16 listopada 1979.